# Lin Xueda
Lin Xueda ou Lin Hsiue-Ta ou Lin Hsüeh-Ta, connu sous le nom de Lim Hak Tai est un peintre chinois, né le 18 mai 1893 à Amoy et mort le 14 février 1963, actif à Singapour.

## Biographie
Lin Xueda est un peintre traditionnel qui reçoit sa formation artistique à l'école normale de Fushou (Province du Fujian), puis, en 1937, il part s'installer à Singapour. Il fait partie de ces chinois d'Asie du Sud-Est dont les conditions de travail sont très différentes de celles de la Chine propre. Singapour est d'ailleurs la seule ville de ce Sud-Est asiatique qui connait un certain développement artistique, grâce, notamment à Lim Hak Tai (Lin Xueda) qui, en 1938, y fonde une petite école d'art privée, Nanyang Yishu Yuan, à laquelle il faut rattacher les noms des principaux peintres de cette région, qu'ils soient étudiants ou professeurs.

## Style de tradition
Bien que traditionaliste dans sa peinture à l'encre comme dans ses œuvres à l'huile, Lim sait résister à l'influence de Gauguin dont les couleurs et les sujets fournissent aux peintres malais des années 1940, une inspiration toute trouvée et des formules toutes faites pour dépeindre le monde exotique qui est le leur.